# Hradec (Frýdlantská pahorkatina)
Hradec (německy Astberg) je vrchol o nadmořské výšce dosahující 313 metrů. Nachází se ve Frýdlantské pahorkatině, východně od vesnice Předlánce. Místní ovšem vrcholu říkají Hůrka nebo Horka. Kopec samotný je tvořen znělcem.
Geomorfologicky se řadí do Raspenavské pahorkatiny (IVA-5-1). Vrchol má tvar kupy mající zaoblený vrchol a mírně ukloněné svahy. Z celého Hradce je zalesněný pouze vrchol, a to především smrky. Na severním svahu vrcholu se nachází kamenolom.

## Pověsti
K místu se váže také několik pověstí. Podle jedné vedou pod kopcem dlouhé podzemní chodby. Dle jiné se během noci, ve 23 hodin, na vršku kopce rozzáří jasné světlo. Další zas uváděla, že se na kopci nachází velká brána. A pokud je otevřena, může náhodný poutník vstoupit do útrob hory. V severovýchodních partiích kopce se navíc nachází výrazný plochý kámen, přes nějž vedla cesta na vrchol. U kamene měl být, podle další pověsti, zakopán poklad. Ten se místní pokoušeli získat, leč neúspěšně. Mezi pátrače se zařadila i skupina tří mužů. Ve chvíli, kdy začali kámen podkopávat, spustila se najednou intenzivní bouřka spojená se silnou vichřicí, která každého z hledačů měla podle pověsti odvát na jinou stranu. Jeden se následujícího dne probral u Habartic, druhý u Pertoltic a třetí na následky příhody dlouho stonal. Ještě jiné pověsti uvádějí, že vrchol kopce byl sídlem bludiček a divoženek. A měl se tu objevovat také divoký noční lovec, jehož doprovázela smečka štěkajících divokých psů.

## Tajemná místa
Podle Jana Kročy, autora publikace Tajemná místa Jizerských hor a Českého ráje, dochází v těchto místech k přechodu do jiných časoprostorových dimenzí. Mezi taková místa se na území České republiky dále řadí například Veřejová skála na Blaníku či Podhorní vrch poblíž Mariánských Lázní.